# ディビジョン2
『ディビジョン2』(原題：Tom Clancy's The Division 2) はユービーアイソフトより発売されているオープンワールドゲームである。

## 概要
トム・クランシー作品であり、前作『ディビジョン』から3年振りの新作である。
今作はアメリカの首都ワシントンD.C.を舞台としており、危険なバイオテロに立ち向かっていく。
2020年3月3日には、追加コンテンツである『ウォーロード オブ ニューヨーク』が配信された。
2021年には、次世代機（PS5/Xbox Series X|S）の後方互換機能を使用したプレイにおいて，4K/60fpsに対応するTU12.1が配信された。
2023年9月22日、ユービーアイソフトは続編である『ディビジョン３』の制作を発表した。
2025年5月27日は追加コンテンツ第二弾である『バトルフォーブルックリン』が配信された。

## ストーリー
ブラックフライデーのニューヨークが、「ドルインフル」によるバイオテロに見舞われてから7か月後。厳重に守られていたアメリカの首都ワシントンD.C.にも感染が及び、都市は荒廃。そのような地獄のような状況でも、生存者たちはかつての光を取り戻すべく抗っていた。
そんな中、プレイヤーが所属するスリーパーエージェント「ディビジョン」が、ワシントンD.C.からの救難信号を受ける。プレイヤーはディビジョンの一員として荒廃したワシントンD.C.に向かい、街を救うために奔走することになる。

### ウォーロード オブ ニューヨーク
エージェント(プレイヤー）は前作に登場し、第一波のエージェントでローグになった「アーロン・キーナー」が、ニューヨークのロウアー・マンハッタンに部下を率いて拠点を築いていることを知らされる。彼らの目的は混沌としたニューヨークを支配することであった。救援要請を受けたエージェントは、キーナーを止めるべくニューヨークへと飛び立つ。

### バトルフォーブルックリン
舞台は、『ウォーロードオブニューヨーク』から数か月後の秋のブルックリン。ニューヨークと比べ比較的治安が保たれていたが、突如クリーナーズたちが新兵器である「パープルフレイム」と呼ばれる炎を手にしてブルックリンを襲撃する。また、ライカーズも加わり事態は混乱を極めていく。エージェントはこの脅威の謎を解明すべく、戦いに挑む。

## ゲームシステム
前作同様、三人称視点（TPS）で進行し緻密に再現されたワシントンDCを探索してゆくオープンワールドゲームとなっている。基本的に武器は全て銃器となっているが、銃を用いた近接攻撃も可能である。
装備や武器はレベルが上昇する事で能力も上昇する「ハック＆スラッシュ」要素が多分に盛り込まれており、武器を取っ替え引っ替えするような場面も出てくる。

### コントロールポイント
今作から導入されたマップ各地に設営されている拠点。敵勢力により占領されてしまっている。
なおこの資材部屋はアイテムを入手して一定時間経過するとアイテムが再入手できる。
市民軍へ応援を要請、その後現れる敵の増援とリーダーを全滅させることで制圧できる。制圧した後はリスポーン拠点として機能し、弾薬補充やファストトラベルも可能となる。

### マンハントイベント
有料DLC「ウォーロードオブニューヨーク」を購入し、キーナーを撃破した直後からプレイ可能になるゲームモードである。
プレイヤーはシーズンごとに4人の部下とそれを束ねる1人の最重要ターゲットを討伐すべく懸賞金、コントロールポイント制圧、メインミッション遂行などを行なってターゲットを撃破する、という流れである。
これは「ウォーロードオブニューヨーク」におけるキーナー追跡のシステムをそのまま流用している。これまではターゲット出現までのミッション数が多く時間がかかっていたが、マンハントイベント「ヒドゥンアライアンス」からはターゲットが出現するまでに遂行するミッションの数が大幅に削減され、より手軽にプレイ可能となった。

### カウントダウン
TU15及びマンハントイベント「ヒドゥンアライアンス」開幕と共に実装されたPvEモード。最大8人のディビジョンエージェントで協力し任務を遂行していくゲームモードである。
任務遂行の制限時間が15分+エージェント回収用の4分とやや短めであり、その制限時間の中で多くの敵NPCの猛攻を凌ぎながら「VIPを護衛する」「システムをハッキングする」などの任務を達成する形となる。
具体的には、まずエージェントチームは3つある任務の内、2つ以上をクリアして開放されるメイン目標を遂行、完了しエージェント回収地点まで移動し回収要請を行い脱出するという流れになる。しかし回収地点や道中にはブラックタスクやハンターが大勢おり一筋縄ではいかない。
そのうえカウントダウン開始時は敵に3つのカウンターメジャーバフが付与されており、これはマップのどこかにある解除装置を作動すればそのゲーム中は敵のバフを無力化した上に更にプレイヤー側にバフが付与される。
現在は敵勢力に占拠され不安定化した原子力発電所を制圧、奪還し発電システムを正常化するというシナリオでプレイ可能。

### ディセント
マンハントイベント「折れた翼」で実装されたPvEコンテンツ。
主人公らディビジョンエージェントはアメリカ国家安全保障局が密かに開発していた戦闘シミュレーション施設「ディセント」に潜入し、様々なシチュエーションでの戦闘シミュレーションを遂行していく、というストーリーとなっている。
最終的にはシミュレーションシステム内部に存在する「ネメシス」という戦闘シミュレーションプログラムを撃破することが目的となる。
なおネメシスを撃破してもシミュレーションは無限に続行することが可能であり、登場する敵も進行度に応じて強化されていく。
シミュレーションではSHDテックが使用不能なシステムになっている為、ディセント内部での戦闘では全ての装備、武器、スキル、タレントが撤廃されレベル1同然での状態でスタートとなる。
その代わり、シミュレーションをこなす度にランダムで提示されるいくつかのタレントの内1つを選択して取得する事が可能で、プレイヤーそのものに武器や防具のタレントが付与される形になる。

## 組織と人物

### ディビジョン
プレイヤーが所属する組織。正式名称「Strategic Homeland Division」。作中では主に頭文字を取った「SHD」、または「ディビジョン」と呼ばれる。また、所属する人物は「エージェント」と呼ばれる。大統領令51号通称「ディレクティブ51」により強力な権限が付与されており、合衆国復興のためにあらゆる判断や指揮、方法を独断で取る事が許可されている。人工知能「ISAC（Intelligent System Analytic Computerの略）」による強力な情報支援やバックアップの恩恵を受けることができ、先進的技術を多用したガジェットや装備を扱う。しかしエージェントの中にはディビジョンに対して敵対行動を取る者や裏切りを行う者もおり、そうしたエージェントは「ローグエージェント」と呼ばれる。
プレイヤー
主人公。コミュニティを守るため戦っていたが、救難信号を受け、ワシントンD.C.へ移動する。発信元である作戦基地、ホワイトハウスもまた攻撃を受けており、防衛に成功して以降はワシントンD.C.で活動する。
エージェント・サンダース
プロローグで主人公と共にコミュニティを守る。救難信号を受けた際にはウォーターフロント防衛のために残り、ワシントンD.C.を主人公に託す。
アラニ・ケルソ
ワシントンD.C.で活動するエージェント。アメリカ陸軍のレンジャースクールを初めて修了した女性の一人で、CIAの下で働く民兵将校の経歴を持つ。その後ディビジョンにヘッドハントされ教官を務めた後、自らも前線へ出ることとなった。D.C.で主人公と合流したのち共に活動を開始する。
ブライアン・ジョンソン
ワシントンD.C.で活動していたエージェント。今作のトレーラーにも登場していた。しばらくD.C.で活動していたが突如として姿を消し、ローグ化したものと思われていたが、マンハントイベント「黒幕」にて、「カルヴィン・マクマナス」のもとで任務を行っていることが判明する。それはローグエージェントを始末するための「ハンター」を率いることであった。

### JTF(ジョイント・タスク・フォース）
救急サービス、州軍などによって作られた統合任務部隊。作中ではそのまま「JTF(ジェイ・ティー・エフ)」と呼ばれる事が多い。ディビジョンとは協力関係にある。背中に「JTF」と書かれたTシャツが目印。アウトブレイク直後と比較するとかなり衰退しており、ワシントンD.C.ではホワイトハウスとその周辺以外にはほぼいない。ホワイトハウスを作戦基地としている。
しかし、マンハントイベント「炎の支配」終盤にてブラックタスクによる大規模な攻撃を受ける。この攻撃によって、エージェントが以前ペンタゴンから回収した灌流バイオリアクターを奪われ、ホワイトハウスの人員にも大きな損害が出てしまった。
マニー・オルテガ
今作のディビジョンの指揮を務める指揮官。カリフォルニア州で育ち、20代前半にワシントンD.C.へ移住した。無線情報収集および通信スペシャリストとして州兵に入隊、昇級を重ねた。エージェントを基地からサポートする。

### 市民軍
荒廃したワシントンD.Cで生存している市民らで結成された自衛組織。主に自分達のコミュニティの防衛や他勢力への抵抗を目的としている。JTFとは協力関係にある。コミュニティに所属しているものが多い。コントロールポイントを制圧するために必要であり、フレアを打ち上げることで市民軍へ援護を要請できる。
オデッサ・ソイヤー
コミュニティ「シアター」のリーダー。ディビジョンエージェントだったが、戦闘で片足を狙撃されて失い、退役する。コミュニティのメンバーに護身術、銃の扱い方を教えるなどしている。
現役時代の人脈は広かったようであり、バードン・シェーファーからスカウトを受けているが断っており、実の娘であるエレノアと共にシアターで生活しており、ハイエナ所属のメンバーと懇意になっていることに不安をつのらせている。

### ハイエナ
アウトブレイクが起きてからも数々の犯罪を起こし抗争を繰り返してきた複数のギャングなどが、自分ら以外にも脅威となる勢力が現れてきているという状況を受け止め、各リーダーが休戦という形を取り共同で「評議会」を作ることによって生まれた。ほとんどのメンバーは犯罪歴があり、容赦なく略奪や暴行を繰り返す。また「スパイス」というドラッグを製造する環境を整え、スパイスを使用する場面も見られる。複数の犯罪者集団の統合であるためまとまりがなく、戦闘経験も乏しい。トップである評議会のメンバーらが組織の統括をしているため、明確にリーダーと呼べる者はいない。ディストリクト・ユニオンアリーナに本拠地を構えていたが、ディビジョンとの戦いで幹部らが死亡したため、弱体化していると思われる。

### アウトキャスト
アウトブレイク時に強制隔離され、自分たちを見捨てた政府やJTFに恨みを持つ人々が、復讐のため団結して生まれた。一般人らであるため戦闘経験は乏しい。しかしながら恐れを知らず予測不可能な行動をとることがあり、自爆を前提とした攻撃や、無症状のキャリアを用いてコミュニティを崩壊させようと企てる。ルーズベルト島を本拠地としていたが、エージェントに島を制圧されたため、マニング国立動物園に拠点を移す。マンハントイベント「キーナーの遺産」では、キーナーが残したエクリプス・ウイルスを手にいれ彼の遺志を継ごうとしていたローグエージェントであるホーネットと結託し、このウイルスによる攻撃を計画していた。
エミリーン・ショー
アウトキャストのリーダー。アウトブレイク前は検察官だった。ルーズベルト島の隔離エリアで娘を亡くし、娘を見殺しにした政府に強い憎悪を抱く。親しい友人はいないものの、カリスマ性によってグループの信頼を得ている。無症状保菌者。最後はマニング国立動物園に逃げ延び、エージェントとの戦いの末に死亡した。

### トゥルーサンズ
後手後手な対応に終始する政府やJTFに不満を抱き、失望した元JTFオフィサーのアントワン・リッジウェイ大佐を中心に彼を支持する急進派の元JTF兵士や同調者、暴徒や大佐が一時収監された軍刑務所の囚人などが発足させ反乱を起こした民兵組織。自分達こそが現在の事態を収束させることが出来ると信じており、武力によってワシントンD.C.を制圧し最終的に自分達がアメリカ合衆国を統治することを目論んでいる。
軍や警察の訓練を受けた者が多く、統率が取れており豊富な物資や地対空ミサイルや迫撃砲といった強力な兵器を所有するなどその勢力は強大である。
その他支配下に存在する生存者のコミュニティに対して警護や用心棒の様な業務をしているらしく、作中で回収できる音声データではトゥルーサンズへの「税」の支払いが遅延しているコミュニティに対して脅迫じみた催促を行っている。
アメリカ合衆国議会議事堂のあるキャピトル・ヒルを本拠地としていたが、ブラックタスクの傘下に入ることになった。
アントワン・リッジウェイ
トゥルーサンズのリーダー。元JTFオフィサー。予備役将校訓練課程で学び、そのまま予備役将校となる。アウトブレイク当時は、大佐としてメリーランド州兵を指揮していた。州兵がJTFに統合されるとやり方に不満を抱きはじめ、遂にはトゥルーサンズを結成した。キャピトル・ヒルの戦いで死亡する。
ピーター・アンダーソン
リッジウェイがディビジョンとの戦いで死亡したため、トゥルーサンズの二代目司令官となる。ブラックタスクと協力関係を築き、傘下に入る。

### ブラックタスク
各勢力の弱体化と時を同じくして出現した、詳細不明の武装組織。正式名称「Black Tusk Special Unit」。頭文字を取って「BTSU」と表記されることがある。ディビジョンを含むワシントンD.C.の全ての勢力を排除し、支配しようと企む。その正体は政界や産業界のトップと繋がりを持つPMCであり、政府での仕事を数多く遂行しているため実戦経験が豊富で特に精鋭な人員が揃う。大型のホバークラフトをはじめ、自律する四足歩行の武装ロボット、ドローン、大型の武装無人ヘリなど、ハイテクな装備を保有する。トゥルーサンズを傘下に入れ、最大規模の勢力となった。
バードン・シェーファー
ブラックタスクの指揮官。元はディビジョンエージェントだったようだが、現在はブラックタスクに合流している。エージェントのヘッドハンティングも行っていると見られる。
マンハントイベント「機密計画」では間接的にディビジョンを攻撃する為に各組織や団体に所属するローグエージェントらに武器や物資の支援を行っており、コニーアイランドの遊園地にてシェーファーと戦うことになる。ここで死亡したと思われていたが、ディビジョン側に保護されマンハントイベント「ヒドゥンアライアンス」にて昏睡状態で生きていることが判明する。
ナタリア・ソコロワ
ブラックタスクのCEO。シェーファーがマンハントイベントにおいてディビジョンに拘束されてしまったため、代わりにブラックタスクの指揮を取っている。
以前から音声ログのみで登場していたが、マンハントイベント「ヒドゥンアライアンス」「力の代償」からより活動や言動がより詳細に描かれるようになり、国土安全保障長官である「カルヴィン・マクマナス」という人物と何やら大きな作戦や計画を遂行している様子であること、また「ハンター」に関する何らかの情報や詳細を知っていると見られている。
現在はトゥルーサンズ二代目総司令官であるピーター・アンダーソン将軍と彼が率いるトゥルーサンズを傘下に収め、今やブラックタスクは過去最大級の戦力を保持する組織となり、ディビジョンに対する最大の敵対勢力と化した。

### ニューヨーク
バイオテロのグラウンドゼロ。7ヶ月経った今も復興できておらず、未だクリーナーズやライカーズなどの無法者たちが野放しとなっている。前作でこれらのリーダーを始末し弱体化したと思われていたが、第一波のローグエージェント達がリーダーとして指揮していることが明らかとなる。
ポール・ローズ
前作に続き、JTFのエンジニアとしてインフラ整備の復興を担当する。今作ではピースキーパーという民兵組織を立ち上げ、ロウアーマンハッタンのヘイブンを拠点としている。
ロイ・ベニテス
元JTFの指揮官。前作ではミッドタウンのJTFを束ねて、作戦基地からエージェントをサポートしてくれた。今作ではローズと共に、ロウアーマンハッタンのヘイブンでピースキーパーと共に治安維持に努めている。
アウトブレイク発生直後に妻を亡くしているが、悲観せず国のために尽くしている人格者であり、平和を願う思いやりに溢れた性格から周囲の人々からの信頼は厚い。
フェイ・ラウ
第二波のエージェント。前作でプレイヤーと最初に合流したエージェントであり、ニューヨークに到着後も負傷した目と足を治療しながら、エージェントのサポートをしてくれていた。今作では宿敵アーロン・キーナーを追うために、ワシントンD.C.のエージェントに応援を呼び、ニューヨークで合流することとなる。
アーロン・キーナー
ニューヨークの元第一波エージェント。前作の黒幕であり、DLCで再登場。
第一波時代のコードネームは「ヴァンガード」。軍事大学を卒業し、様々な戦場や企業での経験を経て、技術・心理学・戦闘能力のどれを取っても申し分ないエージェントの1人であった。市民を守るために活動していたが、アウトブレイク時の連邦政府の判断でJTFが市民とエージェントを見捨ててDZに取り残したことにより、完全に政府に失望しローグ化する。その際に、生き残った他の第一波エージェントに声をかけ、賛同しなかったものを殺害したことで、SHDにとって最重要危険人物と認定される。
クリーナーズ
前作にも登場し、アウトブレイク収束とウイルス撲滅を目標に活動している組織。しかし活動内容は汚染エリア、ドルインフル感染者を生死問わず焼却処分するという過激なものであり文字通り街を火の海にする勢いで活動していた。
リーダーであったジョー・フェロが前作主人公に倒されたことでさらに活動内容が過激化し、化学兵器にも手を出し始めているとローズが報告している音声ログがある。
その後、フェロの思想に共感したローグエージェントである「ヴィヴィアン・コンリー」が新たなリーダーとなり、座礁したタンカー船を拠点にした上で組織の再建を目論んでいたが、キーナーの行方を追うエージェントとの戦いの末に死亡。リーダーを再び失う事となった。
ライカーズ
前作にも登場した組織。ライカーズ島刑務所出身の重犯罪者で構成された組織であり思想や大義名分という物は無い。
恐怖政治でライカーズを統率していたリーダーのララエ・バレットもまた前作主人公により始末され組織としての統制を失ったままでいたが、バレットと違いメンバー全員を「家族」として扱うローグエージェントである「ジェームズ・ドラゴフ」がライカーズのリーダーとなったことで活動を再開。
ウォール街の金融証券取引所の一帯を根城にしていたが、エージェントの攻撃でメンバーの多くを失い、ドラゴフも死亡したため、弱体化したか壊滅したと思われる。

### その他
ハンター
前作にも登場した、正体不明の謎の敵。ケブラーマスクやそれに準じたマスクを着用しており素顔が不明。
前作同様、戦闘時の動きや思考がNPCとは思えないほど異様に洗練されており対人戦さながらの動きをとる強敵であり、回復スキルやエージェントのSHDテックを使用不能にするEMPパルスなどを使用してくる。
本作では特定の場所で一定の手順を踏む事で出現させ、戦闘を行う事が可能であり、このことから「ハンター」は少なくとも複数人いることが確認されている。
マンハントイベント「黒幕」にてハンターの目的が明らかとなる。彼らはローグエージェントを始末する任務を託され、マクマナスの下で活動していたのであった。
カルヴィン・マクマナス
国土安全保障長官。音声ログからソコロワと関係があると見られ、彼女とはハンターに関する情報も共有されている。

## 開発
スウェーデンのスタジオであるMassive Entertainment が開発。

## 評価
Metacriticで、評価79を得た。

## 関連書籍
Tom Clancy's The Division Broken Dawn (ブロークンドーン）
前作でサバイバルガイドに登場した、「エイプリル・ケーラー」が主人公。１と２の間を描いている。